# Hélion de Villeneuve-Vence
Clément-Louis-Hélion de Villeneuve, marquis de Vence, baron de Villeneuve-Vence et de l'Empire, né le 11 février 1783 à Paris, mort le 9 février 1834 à Paris, était un général et homme politique français.

## Biographie
Hélion de Villeneuve-Vence est le fils d'Ours de Villeneuve-Vence, maréchal de camp et marquis-pair héréditaire de la Restauration, et de Thérèse de Laage de Bellefaye.
À la révolution, il suivit son père en émigration et ne rentra que sous le Consulat. Il s'engagea dans l'armée française, fit les campagnes d'Austerlitz et d'Iéna, et devint officier d'ordonnance de l'Empereur. Colonel à la Restauration, il fut maintenu dans ce grade, et prit le commandement des hussards de la garde royale. Maréchal de camp en 1817, il fut admis à siéger, le 21 février 1821, à la Chambre des pairs à titre héréditaire, en remplacement de son père, décédé. Il prit ensuite part à l'expédition d'Espagne en 1823.
Marié à Aymardine d'Harcourt, fille du duc François d'Harcourt, il est le beau-père de Napoléon Legendre de Luçay, de Charles d'Andigné de La Chasse et de Lodoïk de La Forest Divonne.

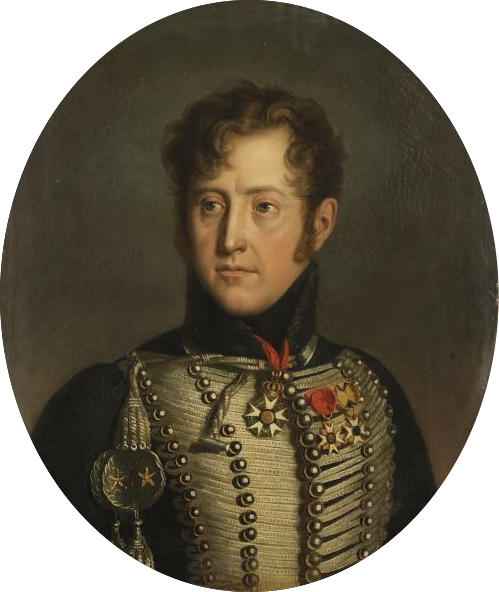
Portrait du comte de Vence
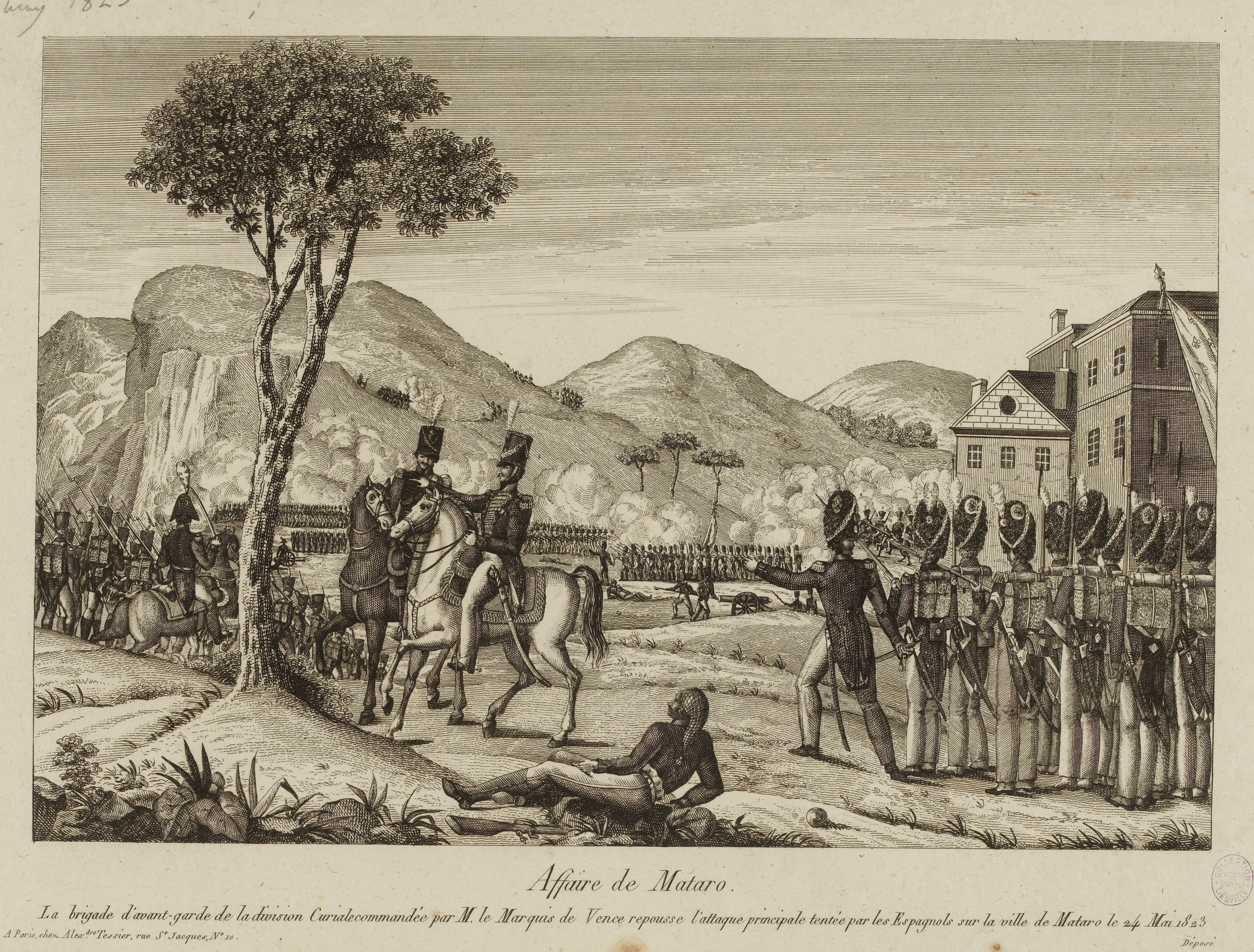
Affaire de Mataro - La brigade d'avant-garde de la division Curiale commandée par le Marquis de Vence repousse l'attaque tentée par les Espagnols.

### Sources
- « Villeneuve de Vence (Clément-Louis-Hélion, marquis de) », dans Adolphe Robert et Gaston Cougny, Dictionnaire des parlementaires français, Edgar Bourloton, 1889-1891 [détail de l’édition]
- Jean Baptiste Pierre Jullien de Courcelles, Histoire généalogique et héraldique des pairs de France: des grands dignitaires de la couronne, des principales familles nobles du royaume et des maisons princières de l'Europe, précédée de la généalogie de la maison de France, Volume 8, 1827